# Prima Scriptura
При́ма скрипту́ра (лат. Prima Scriptura — «первенство писания») является христианской доктриной, утверждающей, что Священное Писание является «первым» или «выше всех» других источников божественного откровения. Косвенно это мнение подтверждает, что, помимо канонического Писания есть и другие источники того, во что верующий должен верить и как он должен жить, как, например, создание порядка, традиций, харизматические дары, мистическое озарение, посещения ангелов, совесть, здравый смысл, мнения специалистов, дух времени или что-то ещё. Prima Scriptura предполагает, что способы познания или постижения Бога и Его воли возможны и не из канонизированного Писания, и возможно, полезны в интерпретации, по Писанию, но проверяются каноном и корректируются им, если они, как кажется, противоречат Писанию.

## Разница с Sola Scriptura
Prima Scriptura иногда противопоставляется Sola Scriptura, что буквально переводят «только Писание». Последнее учение в понимании многих протестантов (особенно евангельских христиан) является единственным непогрешимым правилом веры и практики, но смысл Писания может быть опосредован через многие виды вторичной власти: обычные учебные кабинеты церкви, античность, соборы христианской церкви, разум, опыт.
Однако, Sola Scriptura отвергает любой оригинальный непогрешимый авторитет, кроме Библии. С этой точки зрения, все вторичные источники власти исходят от власти Писания и, следовательно, подлежат реформам, при сравнении с учением Библии. Церковные соборы, проповедники, библейские комментаторы, личное откровение или даже сообщение от ангела или апостола не являются такими авторитетными, как Библия в подходе Sola Scriptura.